# Mangal Shobhajatra

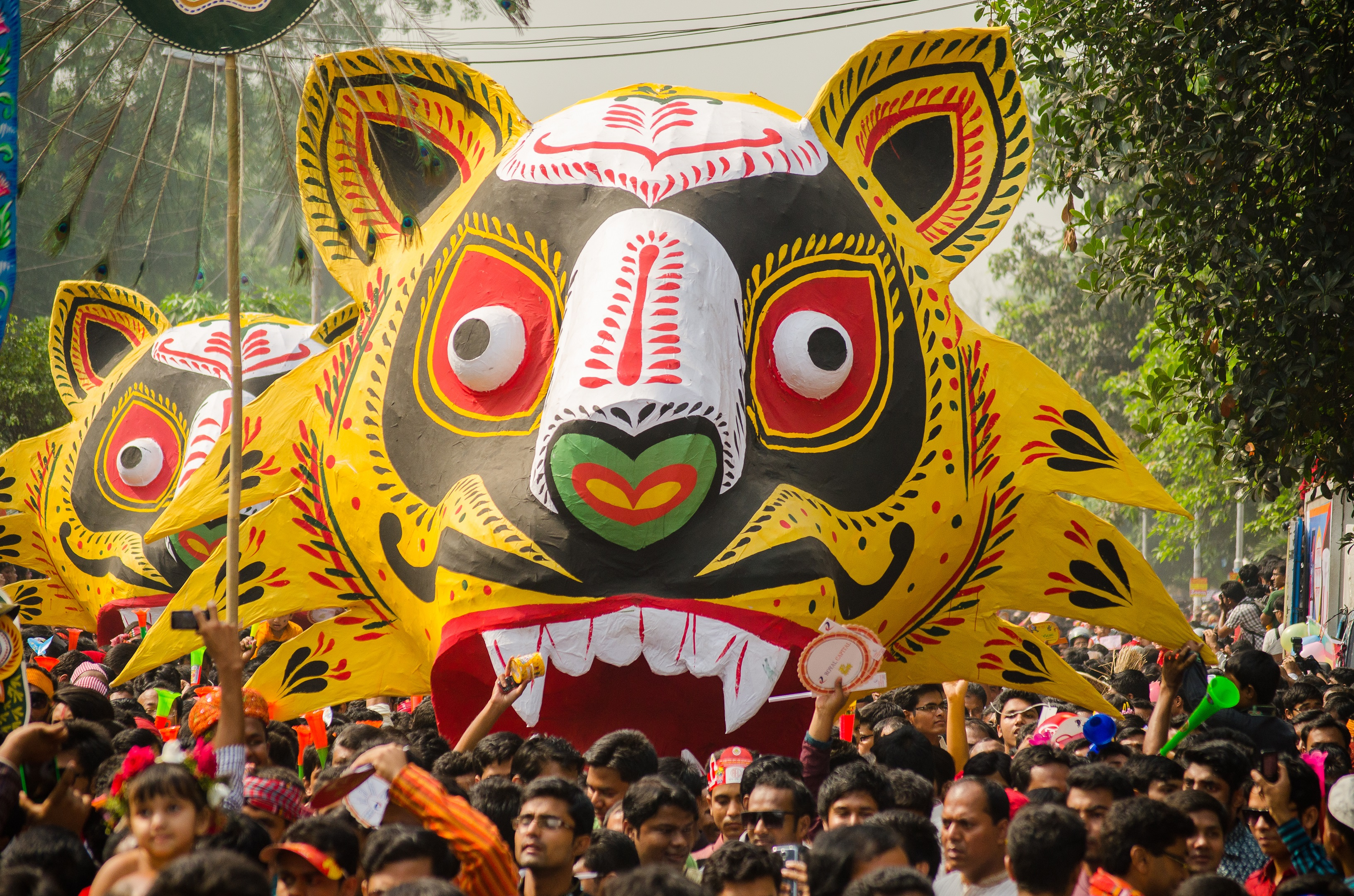
Mangal Shobhajatra, em 2014

Mangal Shobhajatra ou Mangal Shovajatra (em bengali:  মঙ্গল শোভাযাত্রা) é uma procissão que acontece no alvorecer do primeiro dia do Ano Novo Bengali  em Bangladesh. A procissão é organizada pelos alunos e professores da Faculdade de Belas Artes da Universidade de Daca. O festival é considerado uma expressão da identidade secular do povo bangladeshi e uma maneira de promover a união. A UNESCO declarou-a patrimônio cultural imaterial em 2016, categorizando-a na lista representativa do patrimônio da humanidade.

## Etimologia
A frase bengali Mangal Shobhajatra traduz-se literalmente como "procissão pelo bem-estar".

## História
A procissão do festival ocorreu pela primeira vez em 1989, quando o líder autocrático Hussain Muhammad Ershad era o presidente do país, cargo que alcançou através de golpe de estado. No período, o país vivia sob uma ditadura militar e sofria com enchentes constantes. Uma revolta ocorreu em Daca, na qual muitas pessoas morreram, incluindo o ativista Noor Hossain. Os estudantes da Faculdade de Belas Artes da Universidade de Daca decidiram então demonstrar sua oposição ao regime organizando a Mangal Shobhajatra em Pohela Boishakh.
A cada ano, milhares de pessoas vão Às ruas participarem da procissão, levando réplicas gigantes de pássaros, peixes, animais e outros simbolos. A marca simboliza unidade, paz e a expulsão do mal.

### Reconhecimento da UNESCO
Em 2014, a Academia Bangla compilou um arquivo de nomeação aprovado pelo Ministério de Assuntos Culturais de Bangladesh e enviado a UNESCO. Em sua 11º sessão, realizada em 30 de novembro de 2016, Adis Abeba, Etiópia, o Comitê Intergovernamental para a Salvaguarda do Patrimônio Cultural Imaterial escolheu oficialmente a Mangal Shobhajatra como patrimônio cultural.

## Galeria

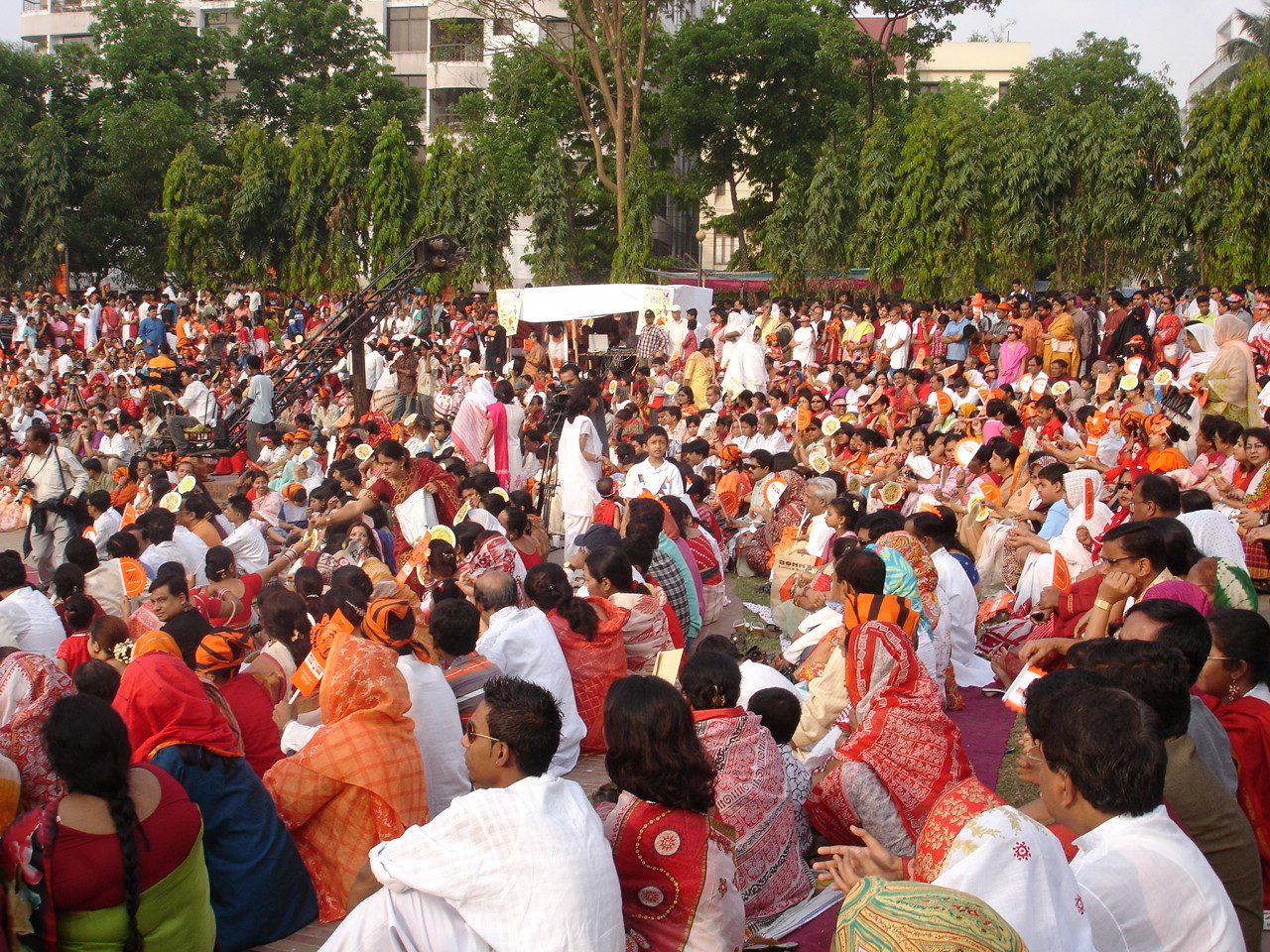
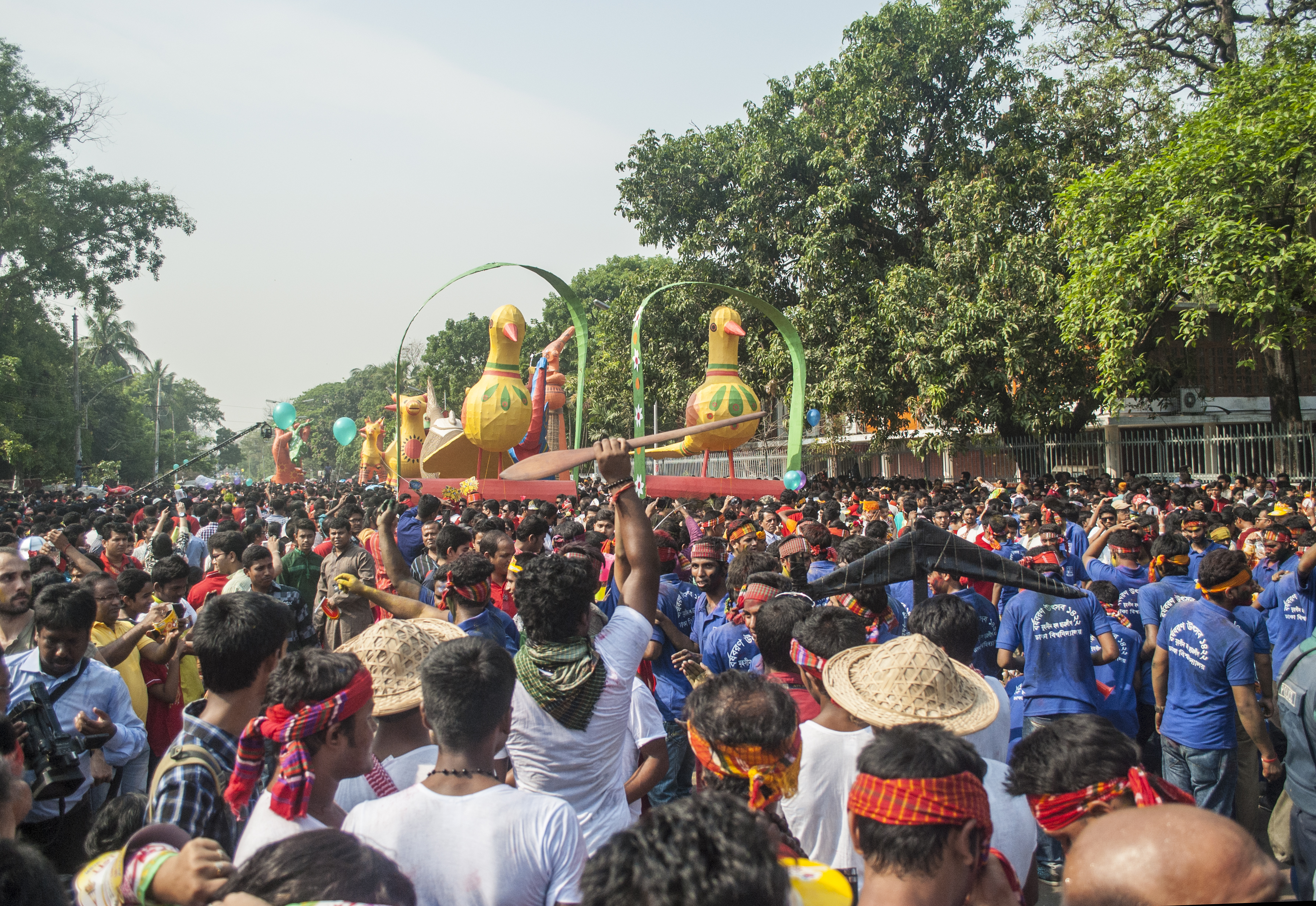
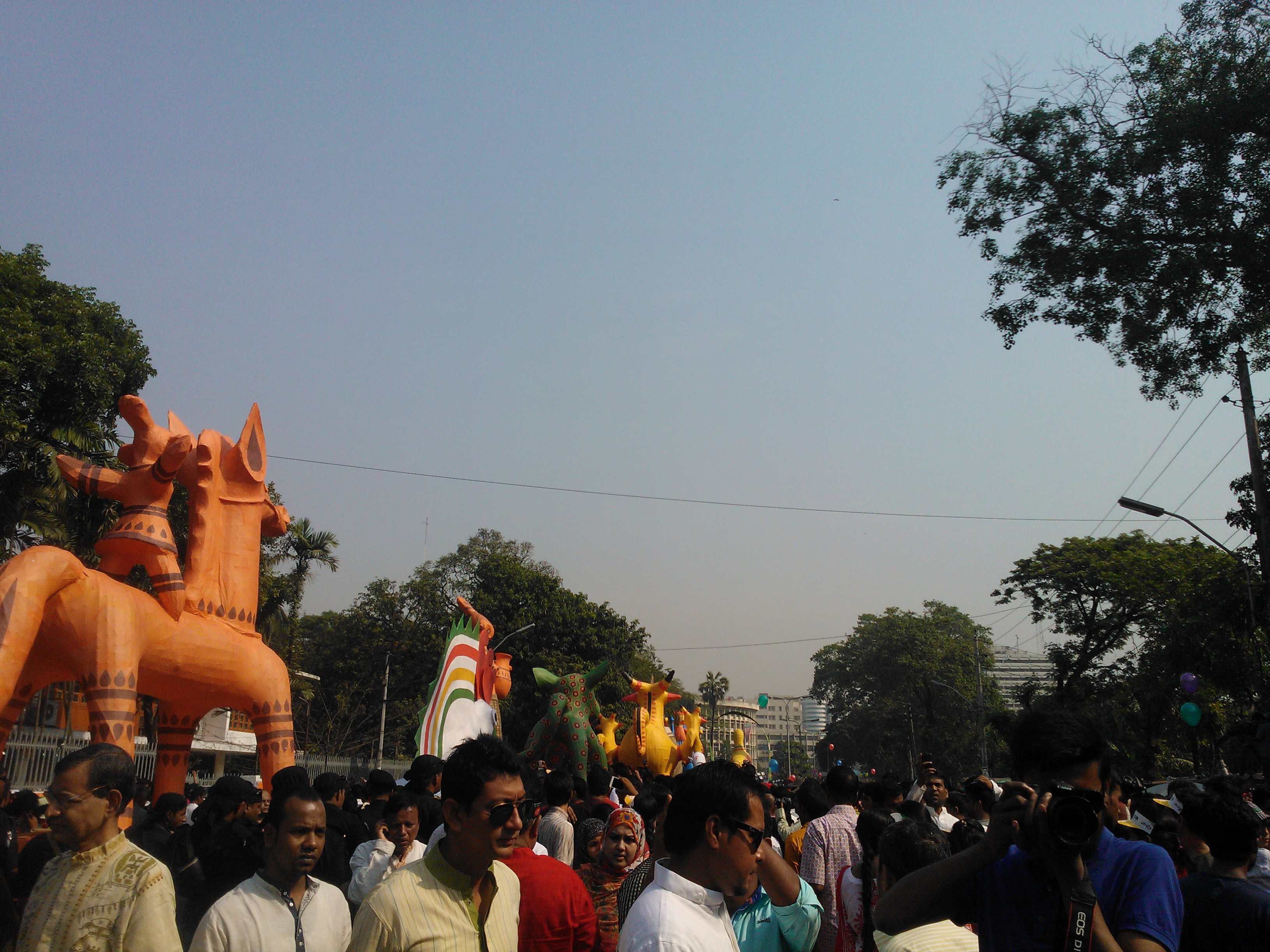
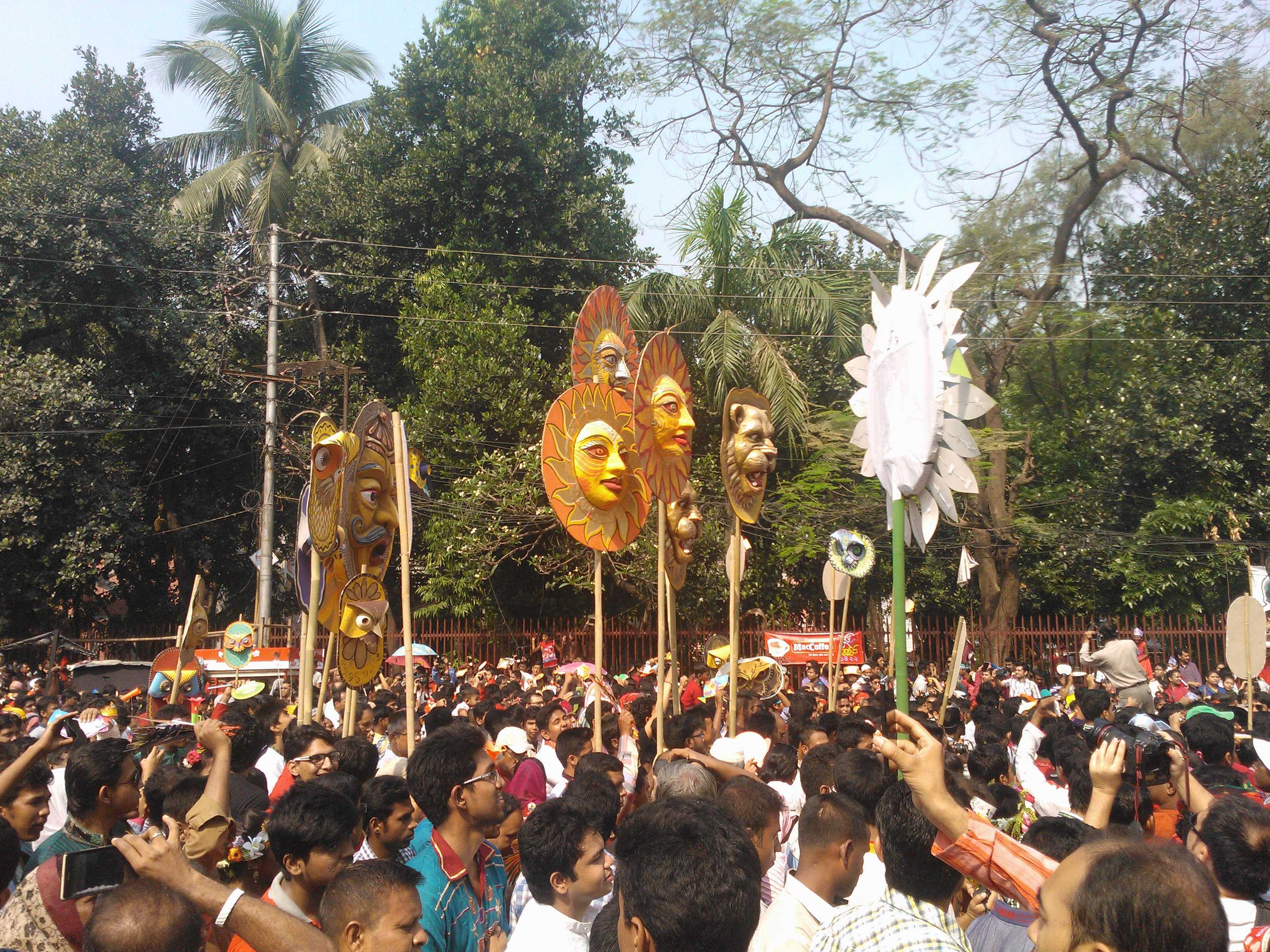
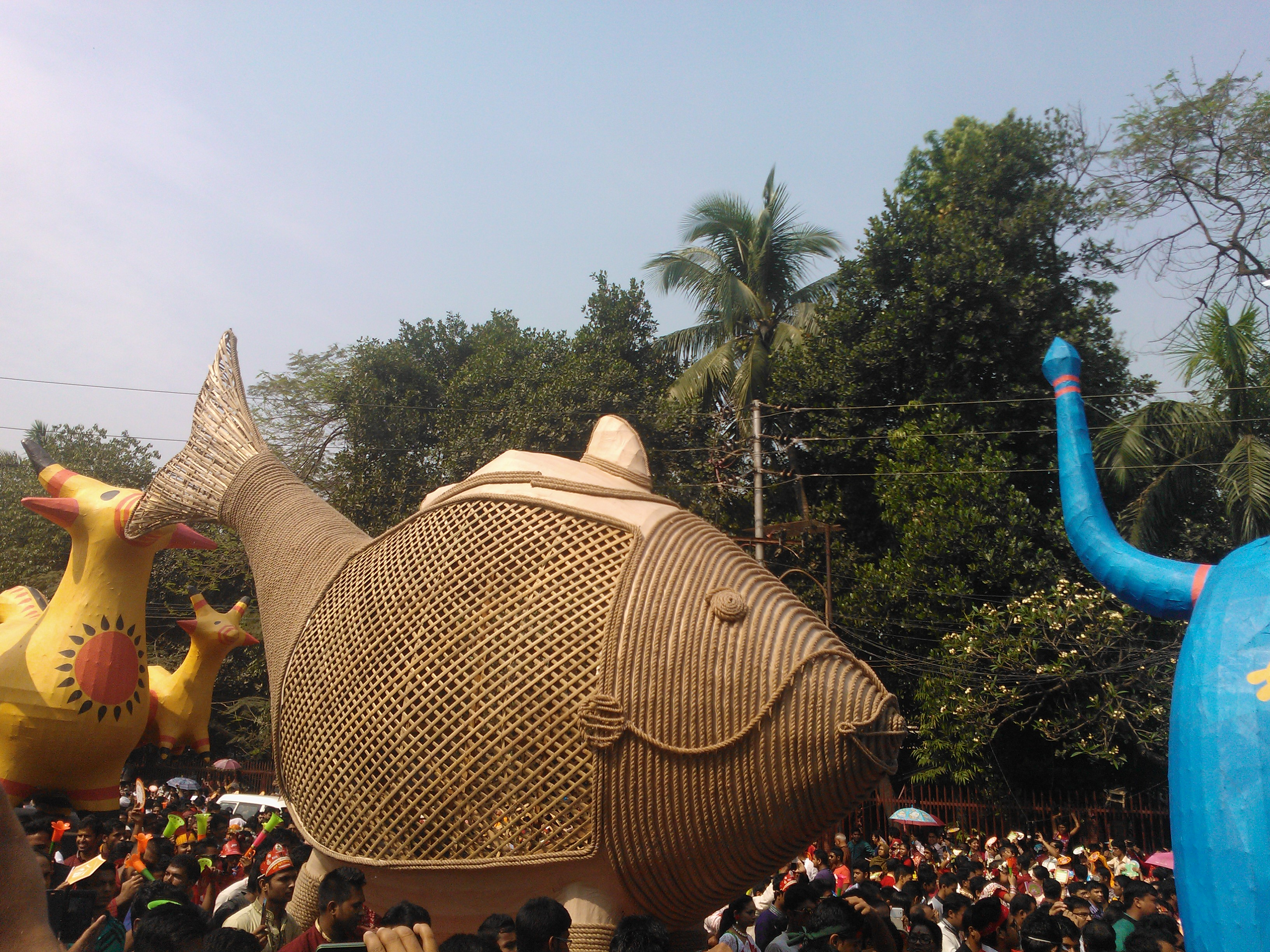
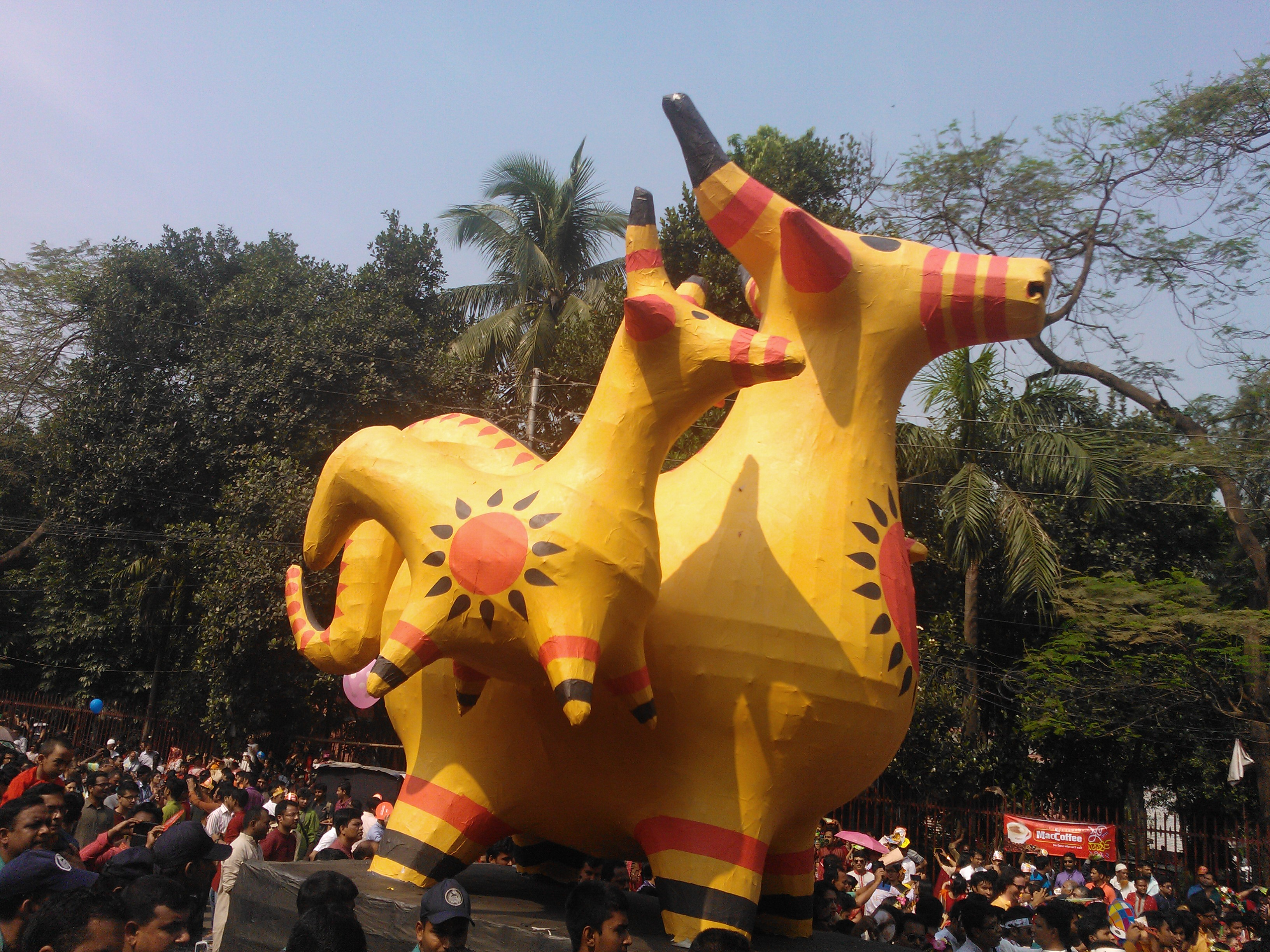
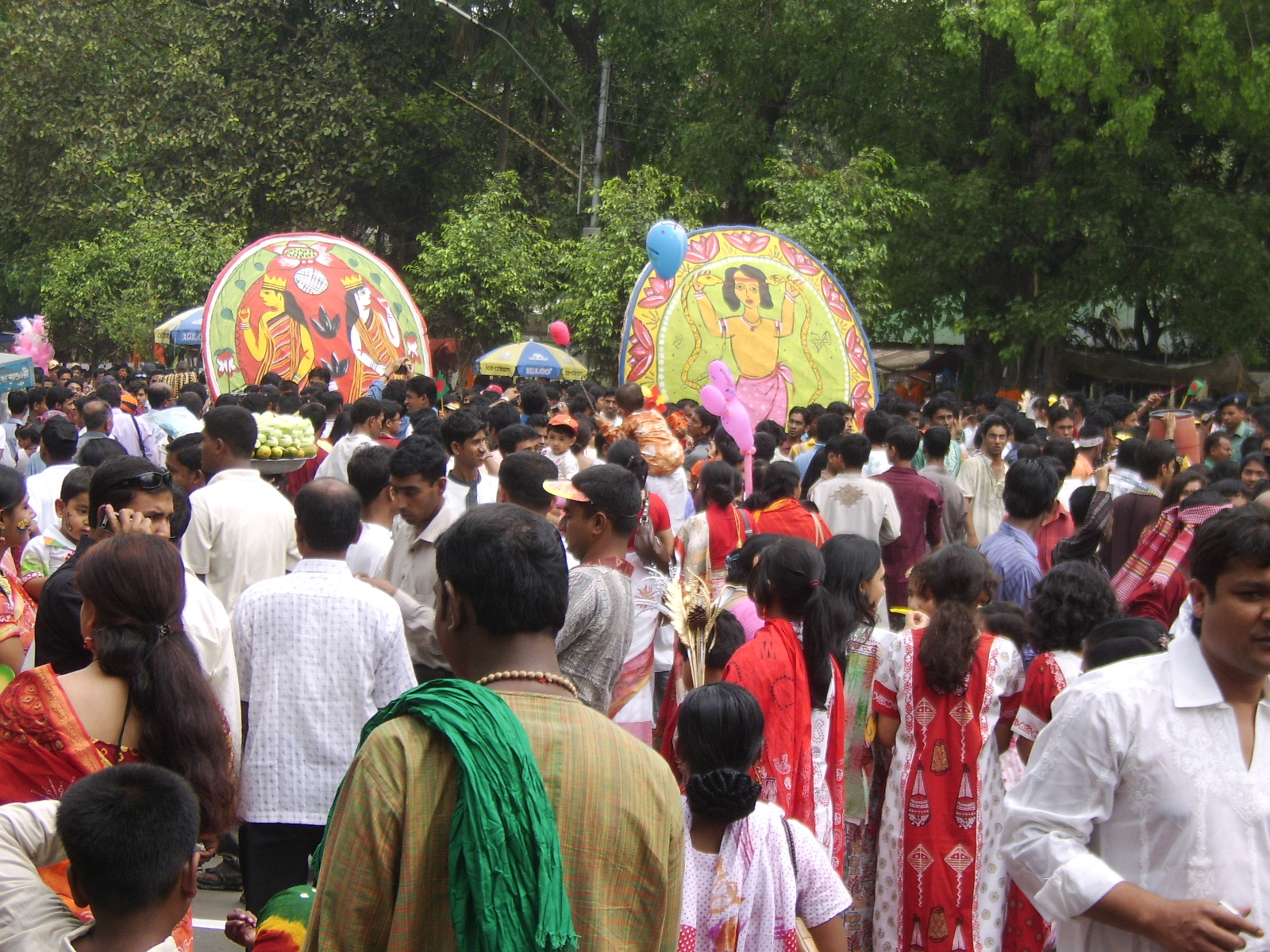
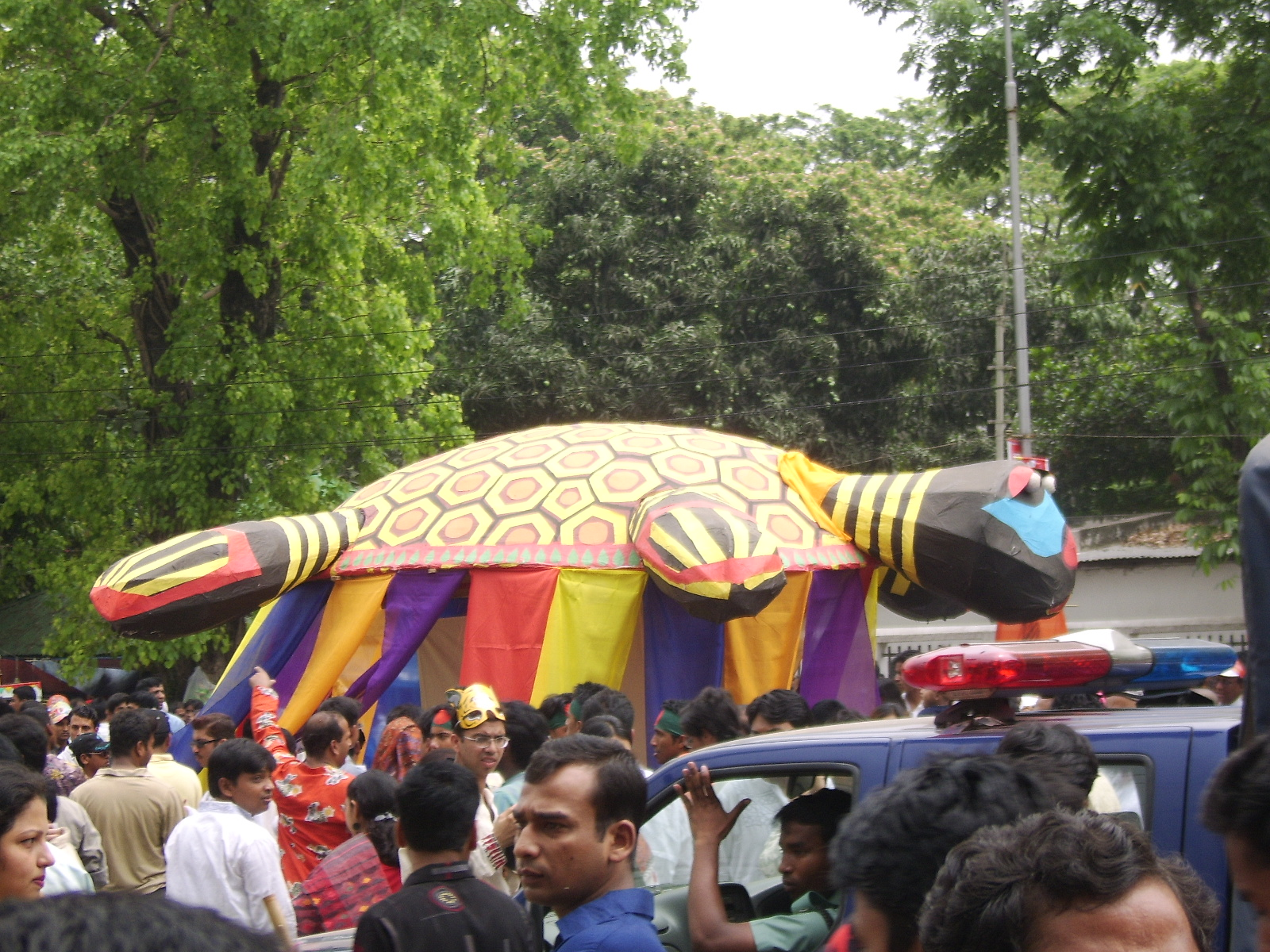
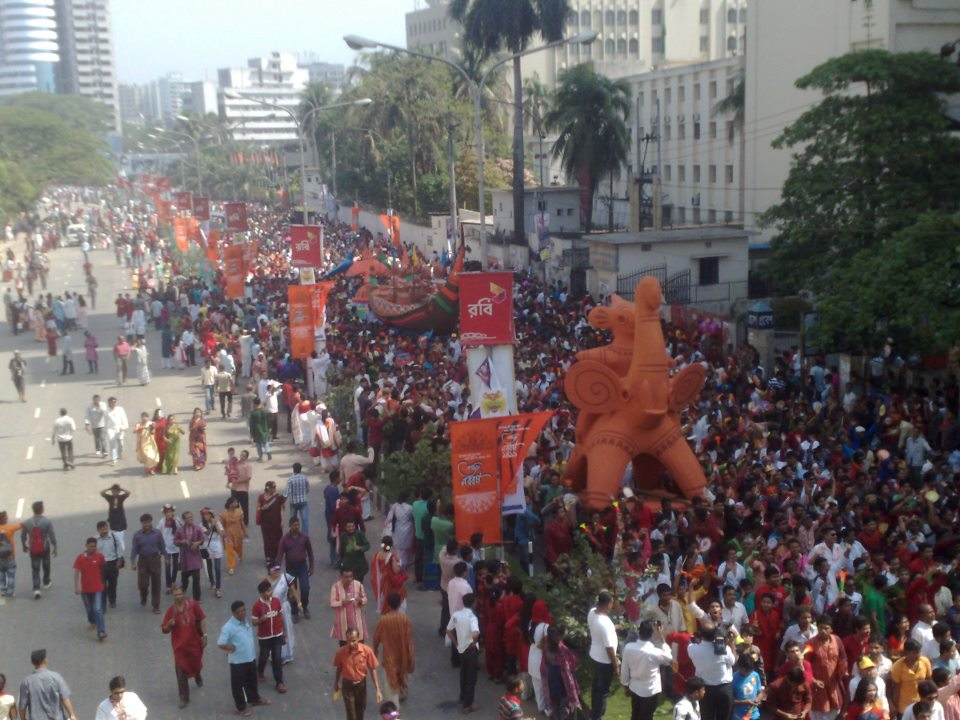